# 9-та паралель південної широти
9-та паралель південної широти — лінія широти, що лежить на 9 градусів південніше земної екваторіальної площини. Вона проходить через Атлантичний океан, Африку, Індійський океан, Австралазію, Тихий океан та Південну Америку.

## Список географічних об'єктів, що перетинає 9° пд. ш.
Починаючи з Гринвіцького меридіану та рухаючись на схід, 9-та паралель південної широти проходить через:
| Координати                                                 | Країна, територія або море | Примітки |
| ---------------------------------------------------------- | -------------------------- | --- |
| 9°0′ пд. ш. 0°0′ сх. д. / 9.000° пд. ш. 0.000° сх. д.      | Атлантичний океан          | |
| 9°0′ пд. ш. 13°1′ сх. д. / 9.000° пд. ш. 13.017° сх. д.    | Ангола                     | |
| 9°0′ пд. ш. 21°51′ сх. д. / 9.000° пд. ш. 21.850° сх. д.   | ДР Конго                   | |
| 9°0′ пд. ш. 28°27′ сх. д. / 9.000° пд. ш. 28.450° сх. д.   | Озеро Мверу                | |
| 9°0′ пд. ш. 29°1′ сх. д. / 9.000° пд. ш. 29.017° сх. д.    | Замбія                     | |
| 9°0′ пд. ш. 31°56′ сх. д. / 9.000° пд. ш. 31.933° сх. д.   | Танзанія                   | Проходить через материк і острів Кілва-Кісівані[en] |
| 9°0′ пд. ш. 39°32′ сх. д. / 9.000° пд. ш. 39.533° сх. д.   | Індійський океан           | Проходить північніше атола Провіденс[en], Сейшельські Острови Проходить південніше островів Ява, Балі, Нуса-Пеніда та Ломбок, Індонезія |
| 9°0′ пд. ш. 116°44′ сх. д. / 9.000° пд. ш. 116.733° сх. д. | Індонезія                  | Проходить через острів Сумбава |
| 9°0′ пд. ш. 117°32′ сх. д. / 9.000° пд. ш. 117.533° сх. д. | Індійський океан           | Протока Сумба Море Саву — проходить південніше острова Флорес, Індонезія |
| 9°0′ пд. ш. 124°48′ сх. д. / 9.000° пд. ш. 124.800° сх. д. | Індонезія                  | Проходить через острів Тимор — приблизно на 16 км |
| 9°0′ пд. ш. 124°56′ сх. д. / 9.000° пд. ш. 124.933° сх. д. | Східний Тимор              | Проходить через острів Тимор — приблизно на 14 км |
| 9°0′ пд. ш. 125°5′ сх. д. / 9.000° пд. ш. 125.083° сх. д.  | Індонезія                  | Проходить через острів Тимор — приблизно на 6 км |
| 9°0′ пд. ш. 125°8′ сх. д. / 9.000° пд. ш. 125.133° сх. д.  | Східний Тимор              | Проходить через острів Тимор |
| 9°0′ пд. ш. 126°8′ сх. д. / 9.000° пд. ш. 126.133° сх. д.  | Тиморське море             | |
| 9°0′ пд. ш. 130°59′ сх. д. / 9.000° пд. ш. 130.983° сх. д. | Арафурське море            | |
| 9°0′ пд. ш. 140°50′ сх. д. / 9.000° пд. ш. 140.833° сх. д. | Індонезія                  | Проходить через Нову Гвінею |
| 9°0′ пд. ш. 141°1′ сх. д. / 9.000° пд. ш. 141.017° сх. д.  | Папуа Нова Гвінея          | Проходить через Нову Гвінею та острів Парама[en] |
| 9°0′ пд. ш. 143°27′ сх. д. / 9.000° пд. ш. 143.450° сх. д. | Коралове море              | Затока Папуа |
| 9°0′ пд. ш. 146°36′ сх. д. / 9.000° пд. ш. 146.600° сх. д. | Папуа Нова Гвінея          | Проходить через Нову Гвінею |
| 9°0′ пд. ш. 148°31′ сх. д. / 9.000° пд. ш. 148.517° сх. д. | Соломонове море            | Затока Оро |
| 9°0′ пд. ш. 149°7′ сх. д. / 9.000° пд. ш. 149.117° сх. д.  | Папуа Нова Гвінея          | Проходить через Нову Гвінею |
| 9°0′ пд. ш. 149°8′ сх. д. / 9.000° пд. ш. 149.133° сх. д.  | Соломонове море            | Проходить між островами Д'Антркасто та островами Тробріана, Папуа Нова Гвінея |
| 9°0′ пд. ш. 152°23′ сх. д. / 9.000° пд. ш. 152.383° сх. д. | Папуа Нова Гвінея          | Проходить через острови Нусам[en] та Вудларк[en] |
| 9°0′ пд. ш. 152°39′ сх. д. / 9.000° пд. ш. 152.650° сх. д. | Соломонове море            | Проходить південніше островів Тетепаре[en], Вангуну[en] та Нггатокае[en], Соломонові Острови |
| 9°0′ пд. ш. 159°2′ сх. д. / 9.000° пд. ш. 159.033° сх. д.  | Соломонові Острови         | Проходить через острови Рассела |
| 9°0′ пд. ш. 159°16′ сх. д. / 9.000° пд. ш. 159.267° сх. д. | Протока Нова Джорджія[en]  | Проходить північніше острова Саво, Соломонові Острови |
| 9°0′ пд. ш. 160°3′ сх. д. / 9.000° пд. ш. 160.050° сх. д.  | Соломонові Острови         | Проходить через острови Нггела |
| 9°0′ пд. ш. 160°13′ сх. д. / 9.000° пд. ш. 160.217° сх. д. | Протока Індіспенсейбл[en]  | |
| 9°0′ пд. ш. 160°46′ сх. д. / 9.000° пд. ш. 160.767° сх. д. | Соломонові Острови         | Проходить через острів Малаїта |
| 9°0′ пд. ш. 161°8′ сх. д. / 9.000° пд. ш. 161.133° сх. д.  | Тихий океан                | Проходить між атолами Фунафуті та Нукулаелае, Тувалу Проходить північніше атола Нукунону, Токелау |
| 9°0′ пд. ш. 158°3′ зх. д. / 9.000° пд. ш. 158.050° зх. д.  | Острови Кука               | Проходить через острів Пенрин[en] |
| 9°0′ пд. ш. 157°56′ зх. д. / 9.000° пд. ш. 157.933° зх. д. | Тихий океан                | Проходить південніше островів Нуку-Хіва та Уа-Хука[en], Французька Полінезія |
| 9°0′ пд. ш. 78°40′ зх. д. / 9.000° пд. ш. 78.667° зх. д.   | Перу                       | |
| 9°0′ пд. ш. 72°57′ зх. д. / 9.000° пд. ш. 72.950° зх. д.   | Бразилія                   | Акрі Амазонас Рондонія — приблизно на 8 км Амазонас — приблизно на 20 км Рондонія Мату-Гросу Пара Токантінс Мараньян Піауї Баїя Пернамбуку — проходить північніше Петроліни[en] та Жуазейру[en] Баїя — проходить через річку Сан-Франсиску Пернамбуку — приблизно на 13 км Баїя — приблизно на 5 км Пернамбуку Алагоас — приблизно на 20 км Пернамбуку — приблизно на 8 км Алагоас — приблизно на 15 км Пернамбуку Алагоас — проходить північніше Масейо |
| 9°0′ пд. ш. 35°12′ зх. д. / 9.000° пд. ш. 35.200° зх. д.   | Атлантичний океан          | |